# Neuer Jüdischer Friedhof (Roudnice nad Labem)
Koordinaten: 50° 25′ 37,2″ N, 14° 14′ 15,8″ O

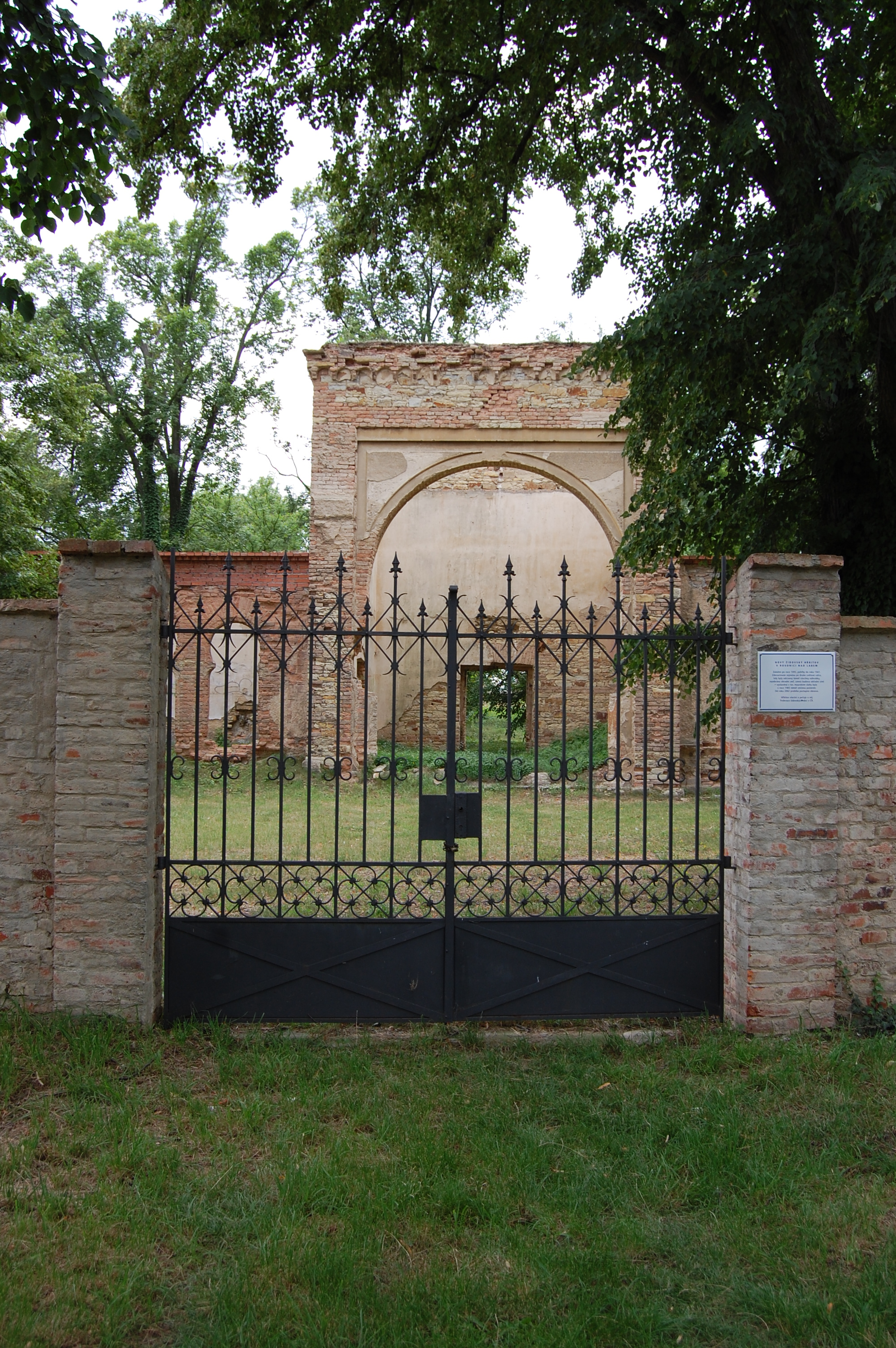
Eingang zum Neuen jüdischen Friedhof in Roudnice nad Labem mit Ruine der Trauerhalle

Der Neue Jüdische Friedhof Roudnice nad Labem befindet sich in Roudnice nad Labem (deutsch Raudnitz an der Elbe), einer Stadt in der nordböhmischen Region Ústecký kraj in Tschechien.
Der jüdische Friedhof, der gegenüber dem städtischen Friedhof liegt, wurde im Jahr 1890 neu angelegt und hat eine Fläche von 4.473 m². In der sozialistischen Ära wurden fast alle Grabsteine als Baumaterial entwendet und die Mauer um den Friedhof fast vollständig zerstört. Nach einem Feuer im Jahr 1985 blieben von der Trauerhalle im maurischen Stil nur die Außenmauern übrig. Nach 1990 wurde die Außenmauer des Friedhofs erneuert und der Friedhof gegen Vandalismus gesichert. Nur zehn Grabsteine aus den Jahren 1899 bis 1943 sind erhalten. Ab 2002 wird der Friedhof rekonstruiert.